# Bibliothèque d'Otaniemi
La bibliothèque d'Otaniemi (finnois : Otaniemen kirjasto) est une bibliothèque du quartier d'Otaniemi à Espoo en Finlande,,.

## Présentation
La bibliothèque Otaniemi est une bibliothèque publique située dans le même bâtiment que le lycée d'Otaniemi à Espoo.

## Groupement Helmet de bibliothèques
La bibliothèque d'Otaniemi fait partie du groupement Helmet, qui est un groupement de bibliothèques municipales d'Espoo, d'Helsinki, de Kauniainen et de Vantaa ayant une liste de collections commune et des règles d'utilisation communes.